# Albuca thermarum
Albuca thermarum är en sparrisväxtart som beskrevs av Van Jaarsv. Albuca thermarum ingår i släktet Albuca och familjen sparrisväxter. Inga underarter finns listade i Catalogue of Life.